# Nagroda Ostrowskiego (matematyka)
Nagroda Ostrowskiego – nagroda w dziedzinie matematyki przyznawana przez Fundację Aleksandra Ostrowskiego. Została ustanowiona przez Aleksandra Ostrowskiego – ukraińskiego matematyka, profesora Uniwersytetu Bazylejskiego.
Nagroda jest przyznawana od 1989 roku, co dwa lata. Wśród laureatów znalazł się Polak: Henryk Iwaniec (2001).

## Laureaci[1]
- 1989:	Louis de Branges
- 1991: Jean Bourgain
- 1993: Miklós Laczkovich, Marina Ratner
- 1995: Andrew Wiles
- 1997:	Jurij Nesterenko, Gilles Pisier
- 1999:	Alexander Beilinson, Helmut H. Hofer
- 2001:	Henryk Iwaniec, Peter Sarnak, Richard L. Taylor
- 2003:	Paul Seymour
- 2005:	Ben Green, Terence Tao
- 2007: Oded Schramm
- 2009: Sorin Popa
- 2011: Ib Madsen, David Preiss, Kannan Soundararajan
- 2013: Yitang Zhang
- 2015: Peter Scholze
- 2017: Akshay Venkatesh
- 2019: Assaf Naor
- 2021: Tim Austin
- 2023: Jacob Tsimerman